# Bitecta murina
Bitecta murina là một loài bướm đêm thuộc phân họ Arctiinae, họ Erebidae.